# Штабсунтерофіцер
Штабсунтерофіцер (нім. Stabsunteroffizier, скор. StUffz/SU) — військове звання в Збройних силах Німеччини. Категорія молодшого командного, начальницького складу в Збройних силах Австрії.

## Бундесвер
Звання штабсунтерофіцера відноситься до класу унтерофіцерів без портупеї. Звання вище за рангом від унтерофіцера та нижче від фельдфебеля.

## Австрія
В Збройних силах Австрії (Бундешір) присутній клас військовиків «унтерофіцери», який розташований між солдатським та офіцерським складом. Цей клас поділяється на унтерофіцерів (вахмістр, обервахмістр) та штабсунтерофіцерів (штабсвахмістр, оберштабсвахмістр, заступник офіцера та віцелейтенант).
Унтерофіцери, вирізняються срібними галунами на петлицях та нашивках, а також срібними (крім віцелейтенанта) шестипроменевими зірками, кількістю згідно званню.